# Граново (гміна)
Гміна Граново (пол. Gmina Granowo) — сільська гміна у північно-західній Польщі. Належить до Гродзиського повіту Великопольського воєводства.
Станом на 31 грудня 2011 у гміні проживало 5042 особи.

## Територія
Згідно з даними за 2007 рік площа гміни становила 68.42 км², у тому числі:
- орні землі: 90.00%
- ліси: 2.00%

Таким чином, площа гміни становить 10.63% площі повіту.

## Населення
Станом на 31 грудня 2011:
| Опис     | Загалом | Загалом | Чоловіки | Чоловіки | Жінки | Жінки |
| -------- | ------- | ------- | -------- | -------- | ----- | ----- |
| одиниця  | осіб    | %       | осіб     | %        | осіб  | %     |
| все      | 5042    | 100     | 2530     | 50.18    | 2512  | 49.82 |
| міське   | 0       | 100     | 0        |          | 0     |       |
| сільське | 5042    | 100     | 2530     | 50.18    | 2512  | 49.82 |

## Сусідні гміни
Гміна Граново межує з такими гмінами: Бук, Гродзиськ-Велькопольський, Каменець, Свенцехова, Стеншев.